# Im Jae-hyuk
Im Jae-hyuk (en hangul, 임재혁; 6 de mayo de 1994) es un actor surcoreano. Tras su debut en 2020, se dio a conocer sobre todo por su personaje Yang Dae-su en la serie Estamos muertos, de 2022.

## Vida personal
Realizó los estudios de secundaria en la escuela Heungdeok de Cheongju, donde fundó ya el club de teatro. A los 20 años estaba matriculado en la universidad Dongguk, pero decidió alistarse para el servicio militar, por lo que abandonó los estudios y entró en el cuerpo de Infantería de marina. Después de concluir el servicio con el grado de sargento volvió a intentar el examen de ingreso a la universidad en 2016 y lo aprobó con la nota máxima. De este modo entró en el departamento de interpretación de la Universidad Nacional de Artes de Corea, donde fue admitido como el mejor estudiante de la promoción.

## Carrera
Debutó en 2019 con la serie web Cat Bartender, y al año siguiente en la televisión tradicional con una pequeña aparición en la serie Alice. Dos años después llegó el papel que lo dio a conocer al público: el de Yang Dae-su en la serie de Netflix Estamos muertos. No hizo una audición particular para el mismo, sino que había un guion común para los aspirantes y él fue elegido para ese personaje, que preparó posteriormente yendo a una escuela de acción. También tuvo que aumentar muchos kilos de peso (según el propio actor, 32), porque Yang Dae-su estaba caracterizado como un estudiante con sobrepeso y de buen corazón, que aspiraba a ser cantante. El éxito mundial de la serie sorprendió al actor, que nunca había recibido tanta atención por parte del público y vio cómo se multiplicaban sus seguidores en redes sociales. Tuvo además la consecuencia positiva de que pudo dejar los trabajos a tiempo parcial (taxista, empleado de mudanzas, mensajero) que hasta entonces había necesitado tener para mantenerse.
Im es un artista polifacético y se ha dedicado en su carrera no solo a la actuación sino también al canto. De hecho, canta también en una escena de Estamos muertos, a sugerencia del director; la letra y la música de la canción están escritas para la ocasión por el propio Im. En julio de 2022 fue el ganador del concurso musical Immortal Songs con una canción de Lena Park. En febrero del año siguiente declaraba en una entrevista su deseo de trabajar en teatro musical.
En 2023 llegó su primer papel protagonista con el personaje de Oh Min-hyuk, en la serie Entre él y ella de Channel A. Su personaje es el de un joven que no está interesado en buscar trabajo, ni en tener citas, ni en casarse, pero que ve cómo su antigua amistad con una excompañera de clase se va convirtiendo en otra cosa.

## Filmografía

### Cine
| Año  | Título  | Hangul | Papel              | Notas | Ref.  |
| ---- | ------- | ------ | ------------------ | ----- | ----- |
| 2022 | Swallow | 제비   | Jeong-bae de joven |       | [ 7 ] |

### Series de televisión
| Año     | Título                  | Papel          | Canal     | Notas        | Ref.                 |
| ------- | ----------------------- | -------------- | --------- | ------------ | -------------------- |
| 2019    | Cat Bartender           |                |           | Serie web    | [ 3 ]                |
| 2020    | Alice                   | Lee Dae-jin    | SBS       |              | [ 8 ]                |
| 2022    | Estamos muertos         | Yang Dae-su    | Netflix   | Serie web    | [ 9 ] [ 10 ]         |
| 2022    | Summer Strike           | Dae-ho         | ENA       |              | [ 11 ] [ 12 ]        |
| 2023    | Una dosis diaria de sol | Gong Cheol-woo | Netflix   | Serie web    | [ 13 ] [ 14 ]        |
| 2023-24 | Entre él y ella         | Oh Min-hyuk    | Channel A | Protagonista | [ 15 ] [ 16 ] [ 17 ] |
| 2025    | La bruja                | Kim Joong-hyuk | Channel A |              | [ 18 ] [ 19 ]        |

## Otras actividades

### Variedades televisivas
| Año  | Título                | Función     | Canal | Notas                                                                              | Ref.          |
| ---- | --------------------- | ----------- | ----- | ---------------------------------------------------------------------------------- | ------------- |
| 2022 | Knowing Bros          | Invitado    | JTBC  | 12 de marzo de 2022                                                                | [ 20 ]        |
| 2022 | You Quiz on the Block | Invitado    | tvN   | 16 de marzo de 2022                                                                | [ 21 ] [ 22 ] |
| 2022 | Immortal Songs        | Concursante | KBS2  | Programa n.º 549 del 2 de abril; ganador del concurso con la canción «Do You Know» | [ 23 ]        |
| 2022 | Immortal Songs        | Concursante | KBS2  | Programa n.º 563 del 9 de julio; ganador del concurso con la canción «In Dreams»   | [ 24 ] [ 25 ] |

## Premios y nominaciones
| Año  | Premios             | Categoría   | Papel           | Resultado | Ref.          |
| ---- | ------------------- | ----------- | --------------- | --------- | ------------- |
| 2022 | Premios Asia Artist | Actor icono | Estamos muertos | Ganador   | [ 26 ] [ 27 ] |